# 史上最棒的聖誕劇
《史上最棒的聖誕劇》（英語：The Best Christmas Pageant Ever）是一部2024年美國聖誕喜剧剧情片，由達拉斯·詹金斯執導，萊恩·史旺森（Ryan Swanson）、普拉特·克拉克（Platte Clark）和達林·麥丹尼爾（Darin McDaniel）編寫劇本，改編自芭芭拉·羅賓森的1972年同名小說。電影由茱蒂·葛瑞兒、皮特·福爾摩斯、莫莉·貝爾·萊特（Molly Belle Wright）與蘿倫·葛拉漢主演，講述賀德門（Herdmans）一家有六個兄弟姊妹，他們被譽為世界上最糟糕的孩子。但當他們在聖誕節期間接管當地教堂的聖誕劇時，居民或許能從賀德門一家獲得真正的聖誕精神。
《史上最棒的聖誕劇》2024年11月2日在洛杉磯首映，2024年11月8日由獅門安排美國院線上映。

## 演員
- 茱蒂·葛瑞兒飾演葛蕾絲·布萊德利（Grace Bradley）
- 皮特·福爾摩斯飾演巴布·布萊德利（Bob Bradley）
- 莫莉·貝爾·萊特（Molly Belle Wright）飾演貝絲·布萊德利（Beth Bradley）
- 蘿倫·葛拉漢（英语：Lauren Graham）飾演旁白／老貝絲·布萊德利（Older Beth Bradley）
- 比阿特麗斯·施奈德（Beatrice Schneider）飾演伊莫金·賀德門（Imogene Herdman）
- 賽巴斯汀·畢林斯利-羅德里奎茲（Sebastian Billingsley-Rodriguez）飾演查理·布萊德利（Charlie Bradley）
- 馬修·蘭姆（Matthew Lamb）飾演克勞德·賀德門（Claude Herdman）
- 艾塞克·摩爾（Essek Moore）飾演奧利·賀德門（Ollie Herdman）
- 柯克·B·R·華勒（英语：Kirk B. R. Woller）飾演霍普金斯牧師（Reverend Hopkins）
- 伊文·伍德（Ewan Wood）飾演勒羅伊·賀德門（Leroy Herdman）
- 梅森·D·內利根（Mason D. Nelligan）飾演拉爾夫·賀德門（Ralph Herdman）
- 凱恩莉·海曼（Kynlee Heiman）飾演葛拉迪斯·賀德門（Gladys Herdman）
- 諾蘭·葛蘭森（Nolan Grantham）飾演艾默·霍普金斯（Elmer Hopkins）
- 凡妮莎·貝納文特（Vanessa Benavente）飾演一年級教師
- 羅蕾萊·莫特（Lorelei Olivia Mote）飾演愛麗絲·溫德爾肯（Alice Wendelken）
- 丹妮爾·霍特默（Danielle Hoetmer）飾演溫德爾肯夫人（Mrs. Wendelken）

## 製作
據2023年11月的報導，獅門影視公司正在製作芭芭拉·羅賓森1972年小說《史上最棒的聖誕劇》的改編電影，由達拉斯·詹金斯執導。電影2023年12月6日在加拿大曼尼托巴省溫尼伯展開主要拍攝，2024年1月27日殺青。

## 發行
《史上最棒的聖誕劇》2024年11月2日在洛杉磯首映，2024年11月8日在美國院線上映。本片在美國原定2024年11月15日上映，後來提前一週，以避免與另一部聖誕電影《紅色一號》競爭。

## 外部連結
- 官方网站
- 互联网电影数据库（IMDb）上《史上最棒的聖誕劇》的资料（英文）